# Gongora
Pour les articles homonymes, voir Gongora (homonymie).
Genre
Classification phylogénétique
Gongora est un genre d'orchidées épiphytes comptant actuellement 65 espèces originaires d'Amérique centrale, du Trinidad et de la zone tropicale de l'Amérique du Sud. La plupart des espèces poussent en Colombie et en Équateur. On trouve le genre Gongora en épiphyte dans les forêts humides du niveau de la mer aux régions montagneuses des Andes, à plus de 1 800 m d'altitude.

## Étymologie
Le nom de Gongora vient de Antonio Caballero y Góngora, un vice-roi de Nouvelle-Grenade (Colombie et Équateur) et le gouverneur du Pérou au cours de l'expédition botanique à la vice-royauté du Pérou menée par les botanistes Hipólito Ruiz López, José Antonio Pavón et Joseph Dombey entre 1777 et 1788.

## Historique
Le Gongora était l'une des premières orchidées décrites par un Européen en 1794. Plusieurs nouvelles orchidées Gongora ont été découvertes au cours des dix dernières années, alors que beaucoup d'autres ont été affectées sous un autre nom spécifique. Pourtant il reste encore une certaine confusion. De nombreuses espèces attendent une confirmation ADN pour connaître leur statut taxonomique.

## Description
Plantes épiphytes à feuilles nervurées. 
L'inflorescence en grappe pendante.
Labelle allongé.
Les Gongora sont  souvent associées à des nids de fourmis.

## Répartition
Mexique, jusqu'en Bolivie et au Brésil.

## Espèces
- Gongora aceras (Équateur).
- Gongora alfieana (S. America)
- Gongora amparoana (Costa Rica).
- Gongora arcuata (Colombie).
- Gongora armeniaca (C. America) 
  - Gongora armeniaca subsp. armeniaca (C. America).. Pseudobulb epiphyte
  - Gongora armeniaca subsp. cornuta (Nicaragua to Costa Rica). Pseudobulb epiphyte
- Gongora aromatica (C. America)
- Gongora atropurpurea (Trinidad and Tobago to S. Trop. America).
- Gongora beyrodtiana (Colombie).
- Gongora bufonia (SE. Brazil).
- Gongora cassidea (Mexique - Chiapas) to C. America).
- Gongora catilligera (Colombie).
- Gongora charontis (Colombie).
- Gongora chocoensis (Colombie).
- Gongora claviodora (C. America).
- Gongora colombiana (Colombie).
- Gongora cruciformis (Pérou).
- Gongora dressleri (Panama).
- Gongora ecornuta (Équateur to Pérou).
- Gongora erecta (Pérou).
- Gongora escobariana (Colombie).
- Gongora flaveola (Colombie).
- Gongora fulva (Panama to Colombie).
- Gongora galeata (Mexique to Guatemala).
- Gongora galeottiana (SW. Mexique).
- Gongora garayana (Colombie).
- Gongora gibba (Costa Rica to Panama).
- Gongora gratulabunda (Colombie).
- Gongora grossa (Du Venezuela à l'Équateur).
- Gongora hirtzii (S. Colombie to Équateur).
- Gongora histrionica (Costa Rica to N. South America).
- Gongora hookeri (Guyana to Pérou).
- Gongora horichiana (Costa Rica to Panama).
- Gongora ileneana (Bolivie).
- Gongora ilense (Équateur).
- Gongora irmgardiae (Colombie).
- Gongora lagunae (Venezuela).
- Gongora latibasis (Panama to Équateur).
- Gongora latisepala (Colombie).
- Gongora leucochila (Mexique - Veracruz, Chiapas to C. America).
- Gongora maculata (Trinidad, Guyana, Pérou). 
  - Gongora maculata var. lactea (Trinidad)
  - Gongora maculata var. maculata (Guyana, Pérou).
- Gongora minax (N. Brazil).
- Gongora nigrita (South America)
- Gongora nigropunctata (N. Pérou).
- Gongora odoratissima'' (E. Colombie to Venezuela).
- Gongora pardina (Équateur).
- Gongora passiflorolens (Colombie)
- Gongora pleiochroma (N. & W. South America)
- Gongora portentosa (Colombie).
  - Gongora portentosa var. portentosa (Colombie)
  - Gongora portentosa var. rosea (Colombie).
- Gongora pseudoatropurpurea (Colombie).
- Gongora quinquenervis (Colombie to Pérou) :
- Gongora retrorsa (W. Venezuela)
- Gongora rosea (Colombie to Pérou).
- Gongora rubescens (Équateur).
- Gongora rufescens (Colombie et Équateur).
- Gongora saccata (Mexique - Veracruz).
- Gongora sanderiana (Colombie, Pérou).
- Gongora scaphephorus (Équateur to Pérou).
- Gongora seideliana (Mexique - Chiapas).
- Gongora similis (Colombie).
- Gongora sphaerica (Colombie).
- Gongora superflua (Équateur).
- Gongora tracyana (Colombie, Pérou).
- Gongora tridentata (Mexique - Chiapas to Guatemala).
- Gongora truncata (Mexique to C. America)
- Gongora unicolor (Mexique - Veracruz, Chiapas to C. America).

## Galerie

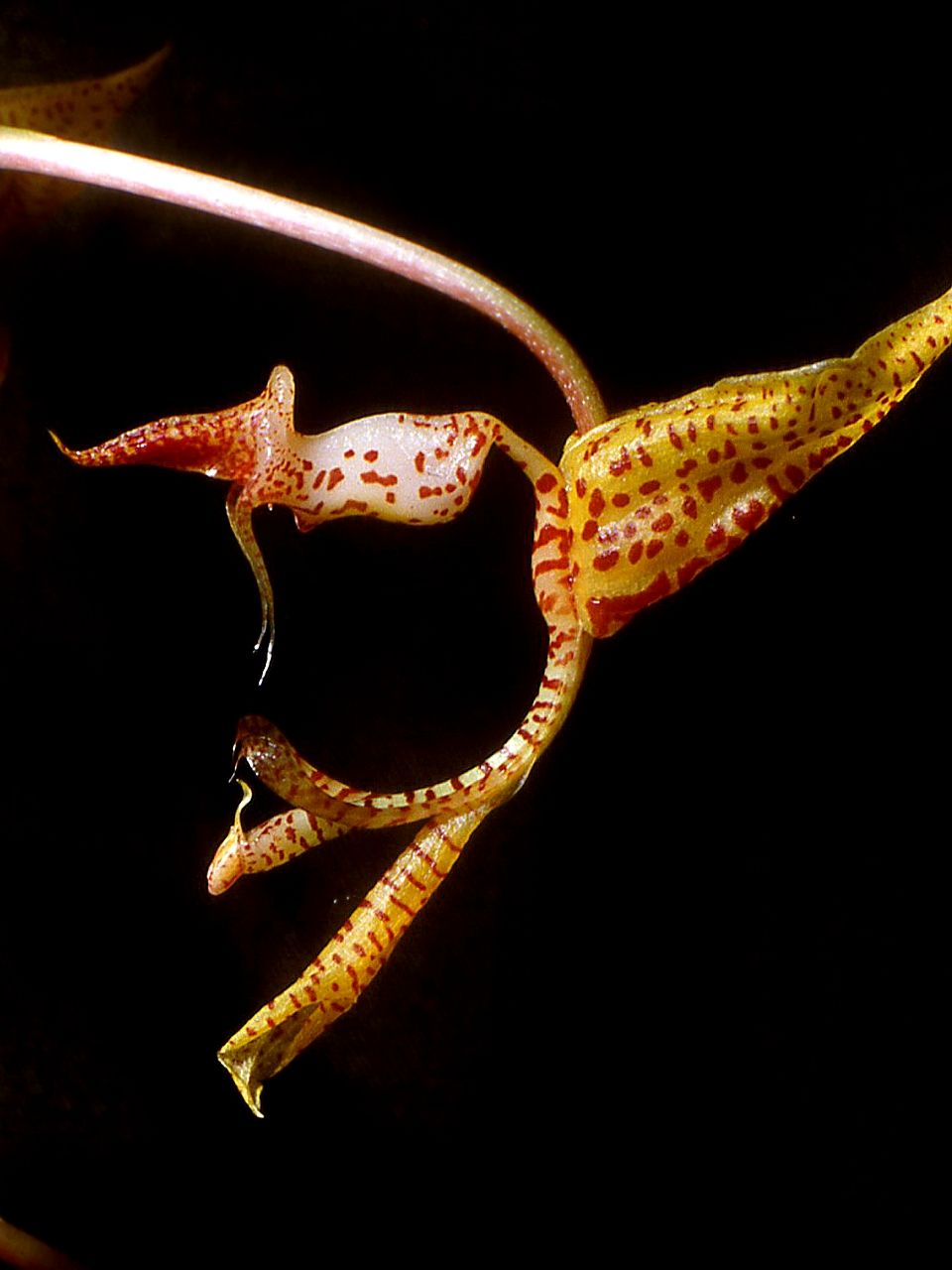
Gongora aceras
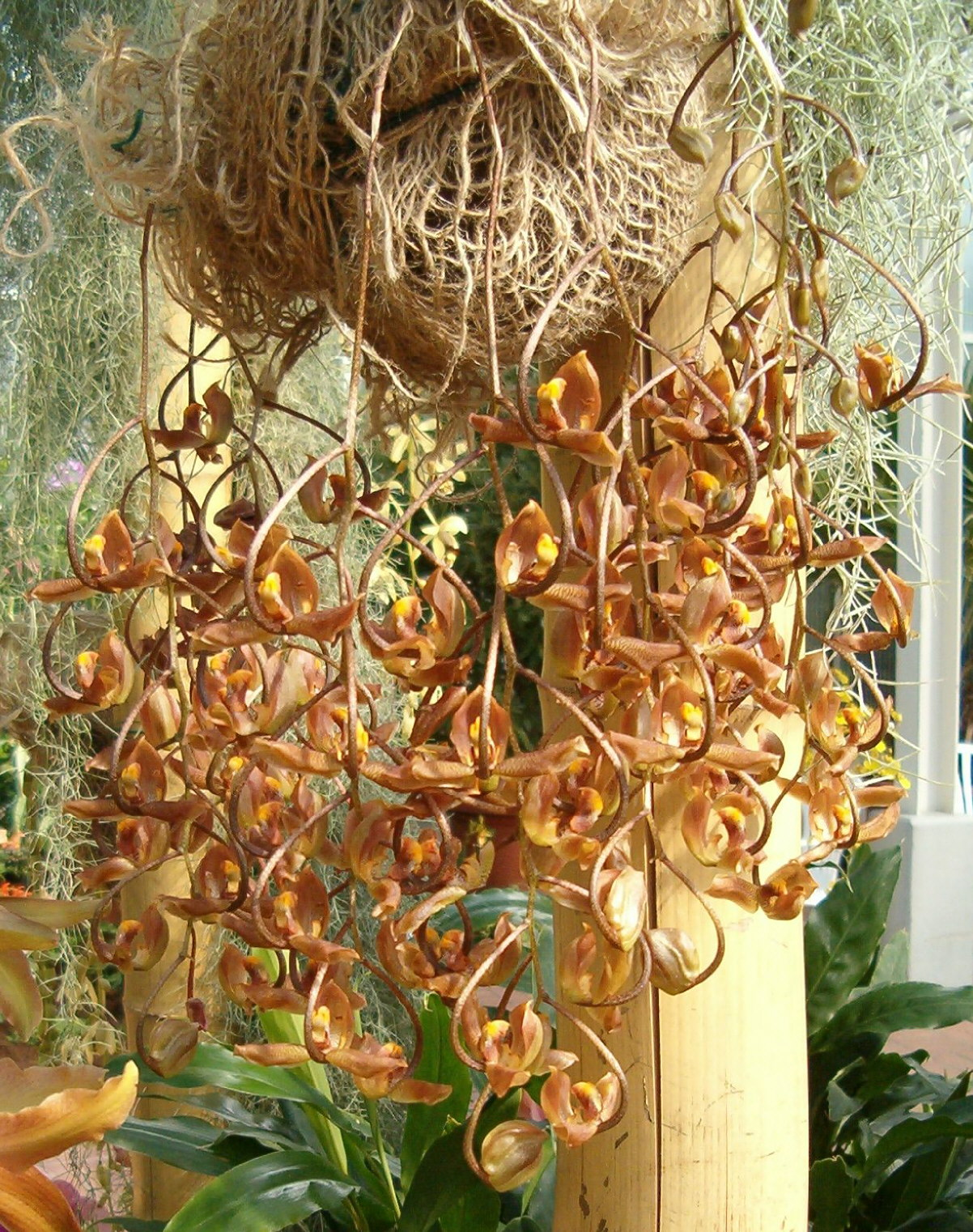
Gongora galeata
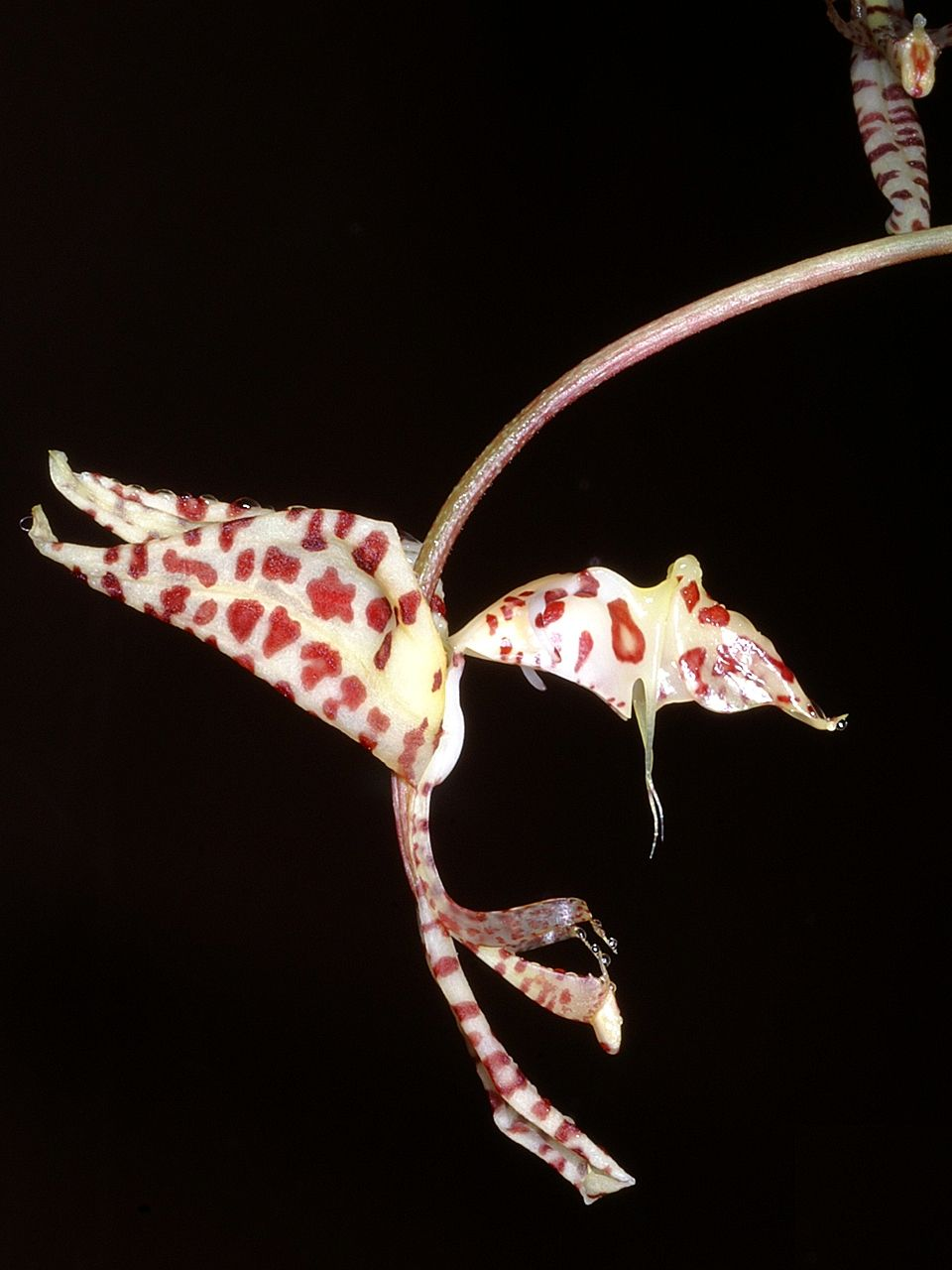
Gongora arcuata
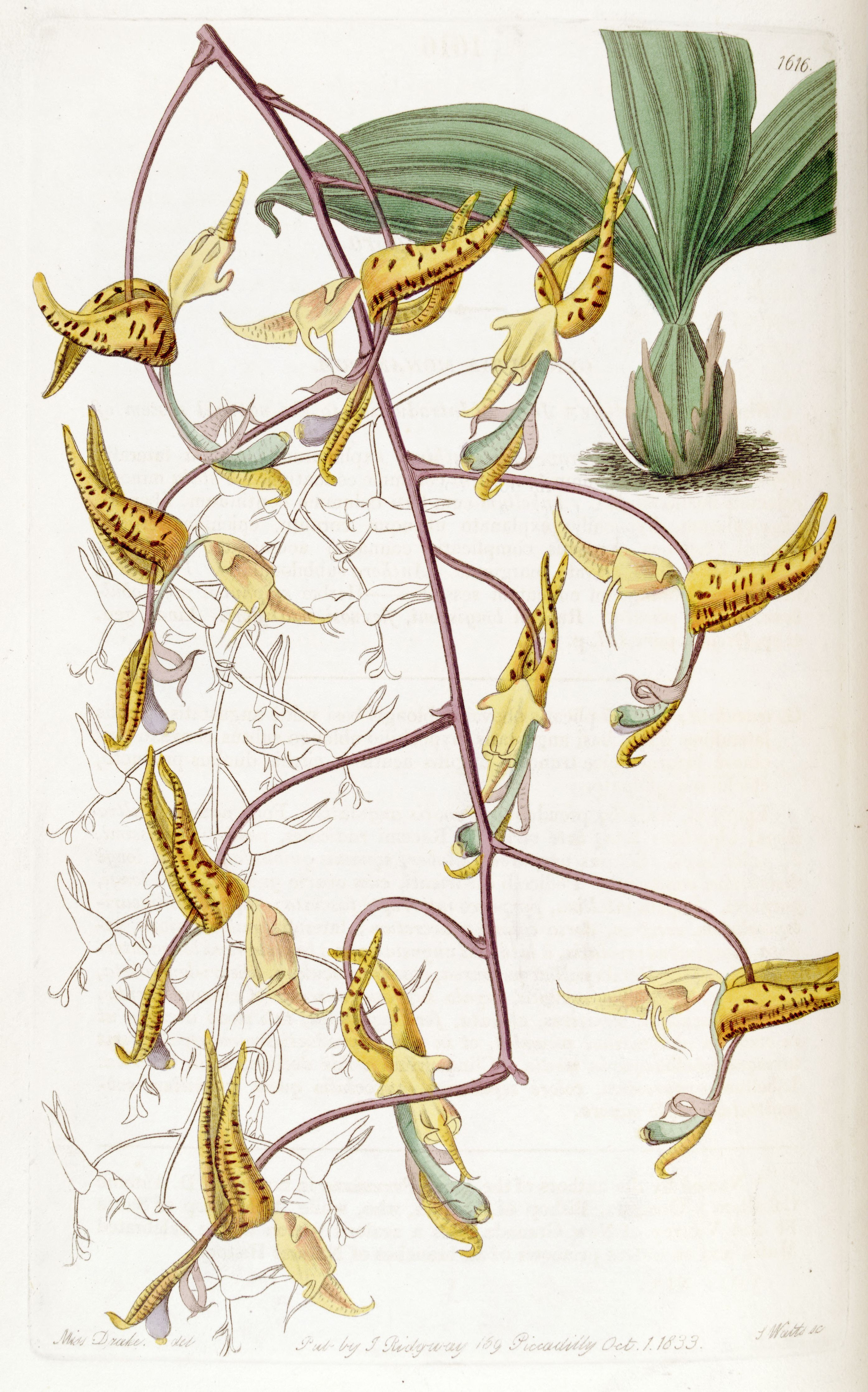
Planche de Gongora maculata